# The Game Awards 2024
The Game Awards 2024 — (скорочено TGA 2024) — одинадцята за рахунком щорічна церемонія нагородження The Game Awards, що відзначає досягнення в індустрії комп'ютерних ігор та кіберспорту. Захід пройшов 12 грудня 2024 року в Peacock Theater, Лос-Анджелес, США; провідним, як і минулими роками, виступив Джефф Кілі.
Лідерами за кількістю номінацій стали Astro Bot та Final Fantasy VII Rebirth, що потрапили до семи категорій. Грам року була оголошена Astro Bot; вона ж стала лідером за кількістю взятих нагород, здобувши перемогу у чотирьох номінаціях. У категорії «Голос гравців», яка визначається глядацьким голосуванням, переможницею стала Black Myth: Wukong.

## Анонси
Були анонсовані оновлення для наступних випущених або розроблюваних ігор
- Borderlands 4
- Crimson Desert
- Den of Wolves
- Dungeon & Fighter: Arad
- Dying Light: The Beast
- Final Fantasy VII Rebirth
- The First Berserker: Khazan
- Game of Thrones: Kingsroad
- Helldivers 2
- Honkai: Star Rail
- Hunt: Showdown
- Mafia: The Old Country
- Monster Hunter Now
- Palworld
- Slay the Spire 2
- Splitgate 2
- Tekken 8
- The Last of Us Part II Remastered
- The Outer Worlds 2
- Zenless Zone Zero

Серед нових ігор, анонсованих на виставці
- Blackfrost: The Long Dark II
- Elden Ring Nightreign
- Intergalactic: The Heretic Prophet
- Kyora
- Ninja Gaiden Ragebound
- Неназване продовження Okami
- One Move Away
- Onimusha: Way of the Sword
- Project Century
- Rematch
- Shadow Labyrinth
- Solasta II
- Sonic Racing: Crossworlds
- Split Fiction
- Squid Game: Unleashed
- Stage Fright
- Steel Hunters
- Thick as Thieves
- Turok: Origins
- Неназвана гра Фумито Уэды
- Неназвана гра серії Virtua Fighter
- The Witcher IV

## Нагороди
Номінації було оголошено 18 листопада 2024 року у рамках спеціальної трансляції; Одночасно після її завершення відкрилося глядацьке голосування на офіційному сайті. Лідерами за кількістю номінацій стали Astro Bot і Final Fantasy VII Rebirth, що мали по сім категорій. На номінацію могла розраховувати будь-яка гра, що було випущено 22 листопада чи раніше.